# Сага о Харальде Прекрасноволосом
«Сага о Харальде Прекрасноволосом» (исл. Haralds saga hins hárfagra) — произведение средневековой исландской литературы, созданное в XIII веке. Одна из «королевских саг», вошедших в сборник «Круг Земной», который традиционно приписывают Снорри Стурлусону. Рассказывает о Харальде Прекрасноволосом — конунге Вестфольда, который в конце IX века объединил под свою властью всю Норвегию.

## Содержание
Действие саги начинается, когда 10-летний Харальд становится конунгом после гибели отца — Хальвдана Чёрного. Чтобы получить руку Гюды, дочери конунга Эйрика из Хёрдаланда, Харальд клянётся объединить всю Норвегию, а до этого момента не стричь и не мыть волосы. Ценой долгих войн он исполняет эту клятву, стрижётся (и получает прозвище Прекрасноволосый), женится на Гюде.
Сага приписывает конунгу создание единообразной системы управления, при которой все «отчины» (одаль) принадлежат центральной власти, отдельными фюльками управляют ярлы, получавшие треть налоговых поступлений, в подчинении каждого ярла находится не меньше четырёх херсиров. Каждое из этих должностных лиц должно было выставлять в армию конунга отряд определённой численности.
В тексте перечисляется множество жён и сыновей Харальда. Сыновья «рано стали зрелыми мужами», начали воевать друг с другом и с отцовскими ярлами, ходить в пиратские набеги; их потомками стали все последующие конунги, правившие Норвегией и отдельными её частями до конца XII века. Дожив до глубокой старости, Харальд передал власть сыну Эйрику, известному под прозвищем Кровавая Секира, а спустя ещё три года умер. Последняя глава саги рассказывает об Эйрике.

## Мнения учёных
Автор саги использовал в своей работе более ранние произведения того же жанра — «Сагу о Хальвдане Чёрном», ещё одну сагу о Харальде Прекрасноволосом, упомянутую в «Книге с Плоского острова», «Сагу о Хладирских ярлах», «Сагу об оркнейцах», «Красивую кожу», «Обзор саг о норвежских конунгах». Кроме того, его источниками были поэмы Торбьёрна Хорнклови «Драпа шума битвы» и «Речи ворона».
Исследователи отмечают использование в саге сказочных мотивов. В первую очередь это история о сватовстве Харальда к Гюде и об объединении страны как подвиге, предпринятом ради гордой красавицы. Эти мотивы, по словам А. Я. Гуревича, придают саге «дополнительную привлекательность и занимательность». 
Данным о создании единой системы управления учёные, как правило, не доверяют: по-видимому, в IX веке ещё не могли сложиться условия для столь серьёзных преобразований. По мнению Гуревича, Харальд действительно присвоил весь одаль, а вейцла и связанные с ней службы могли превратиться во всеобщую повинность, весьма тяжёлую для населения. Историк К. Краг полагает, что Харальд не объединял всю Норвегию и правил только западной частью страны. Потомки конунга, согласно этой гипотезе, могли удерживать власть только до датского завоевания (приблизительно до 975 года), а данные саги о большой и разветвлённой династии, просуществовавшей три века, — вымысел. Последний пункт поддерживают и другие учёные. В целом Харальд из саги может быть крайне далёк от своего исторического прототипа, надёжных данных о котором нет или почти нет.